# Дебелак, Матьяж
Матьяж Дебелак (словен. Matjaž Debelak; род. 27 августа 1965 года) — словенский прыгун с трамплина. Двукратный призёр Олимпиады в Калгари.

## Карьера
В Кубке мира Матьяж Дебелак дебютировал в Шамони 22 декабря 1985 года и сразу же занял восьмое место. За свою карьеру Дебелак никогда не поднимался в тройку лучших на этапах Кубка мира. Его лучшим результатом были два пятых места, заработанные в Гармиш-Партенкирхене в 1987 и в Саппоро в 1988 годах.
За свою карьеру Дебелак участвовал в двух чемпионатах мира. В 1987 году на первенстве в Оберстдорфе он был седьмым в команде, а в личных турнирах показывал места в третьем десятке. На чемпионате мира 1989 года в Лахти был девятым в команде и шестым на нормальном трамплине.
Вершиной карьеры для Матьяжа Дебелака стала Олимпиаде 1988 года в Калгари. Там он выступал в двух видах программы. На большом трамплине в личном первенстве Дебелак был девятым во первой попытке, но во второй показал второй прыжок и поднялся на третью позицию, завоевав «бронзу». При этом серебряному призёру норвежцу Эрику Йонсону он проиграл всего 0,2 балла. В командном турнире югославская сборная, за которую также выступали Примож Улага, Матьяж Зупан и Миран Тепеш стала второй, проиграв только финской команде. По итогам 1988 года Дебелак был признан спортсменом года в Словении.
В 1990 году из-за спада результатов Матьяж Дебелак завершил карьеру в возрасте всего 24 лет.